# Госвин II фон Хайнсберг
Госвин II фон Хайнсберг (на немски: Goswin II von Heinsberg; * ок. 1105; † 8 април 1167 или 8 април 1170) е господар на Хайнсберг (1130) и Фалкенбург (1128 – 1266).

## Произход и управление
Той е син на Госвин I фон Хайнсберг (* 1058; † 1 април 1128) и съругата му Ода фон Валбек († 1152), дъщеря на Зигфрид II фон Валбек († сл. 1087), граф в Дерлингау и Нордтюринггау. Брат е на Герхард I фон Хайнсберг († 1128/1129), господар на Хайнсберг (1128 – 1129), женен пр. 1128 г. за графиня Ирмгард фон Пльотцкау († 1153/1154).
Госвин II наследява баща си и брат си Герхард I като граф на Хайнсберг и Фалкенбург. Често е в обкръжението на роднината му крал Лотар III фон Суплингбург. След неговата смърт той е верен поддръжник на Шрауфените, множество пъти участва в походите на Фридрих Барбароса в Италия и известно време там е щатхалтер на Анкона. Госвин II се кара много със съседите си, особено с херцозите на Лимбург, които през 1144 г. разрушават Хайнсберг. Той подарява манастир Хайнсберг. Госвин II е при краля на 11 април 1154 г. в Кведлинбург.
След смъртта му Господство Хайнсберг наследява синът му Готфрид.

## Фамилия
Госвин II фон Хайнсберг и Фалкенбург се жени ок. 1135 г. за Аделхайд фон Зомершенбург (* ок. 1120; † ок. 1180), дъщеря на саксонския пфалцграф Фридрих I фон Зомершенбург († 1121) и Аделхайд фон Лауфен (* 1075). Те имат децата:
- Готфрид фон Хайнсберг († сл. 1190), господар на Хайнсберг (1169), женен между 2 февруари 1171 и 1172 г. за София фон Ньорвених († ок. 1202), дъщеря на граф Адалберт фон Зафенберг-Ньорвених-Маубах († 1177) и Аделхайд фон Вианден († 1207)
- Матилда фон Хайнсберг († 20 януари 1190), наследница на Зомершенбург, омъжена пр. 13 септември 1159 г. за маркграф Дедо III фон Лужица († 16 август 1190), граф на Ветин
- Госвин III († сл. 11 април 1179), граф на Фалкенбург
- Филип I фон Хайнсберг (* 1130, † 13 август 1191), архиепископ на Кьолн (1167 – 1191), ерцканцлер на Германия и Италия и от 1180 г. херцог на Вестфалия и Енгерн
- Херман, fl. 1180, духовник
- Уда, fl. 1180, омъжена за граф Зигфрид фон Артеленбург († ок. 1163)
- Салома († сл. 1186), омъжена за граф Ото фон Асло († 1185)